# Rosenbergtunnel (SBB)

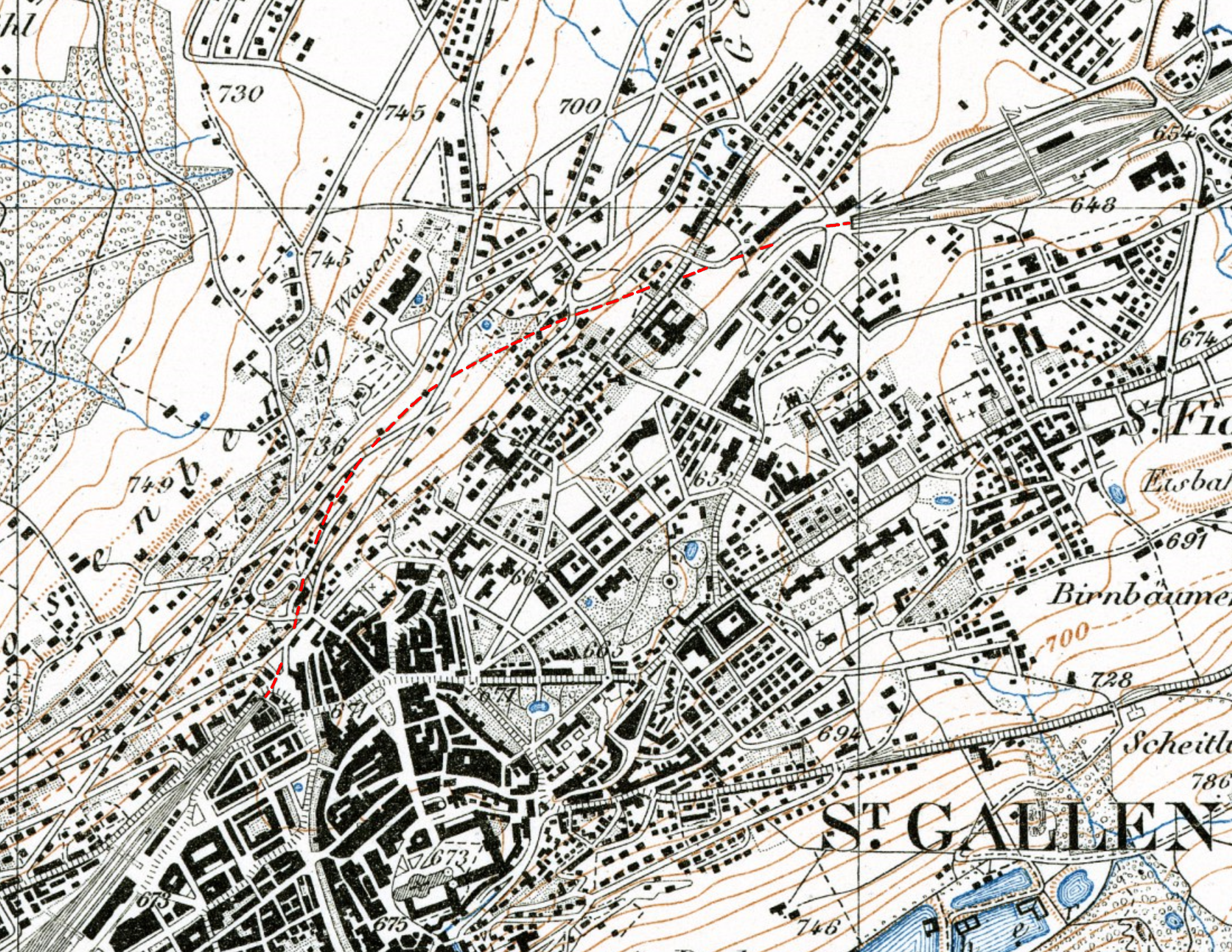
Rosenbergtunnel zwischen den Bahnhöfen St. Gallen (unten links) und St. Fiden (oben rechts) im Jahr 1912. Das Trasse der kurz vorher noch offen verlaufenden Linie ist deutlich erkennbar.

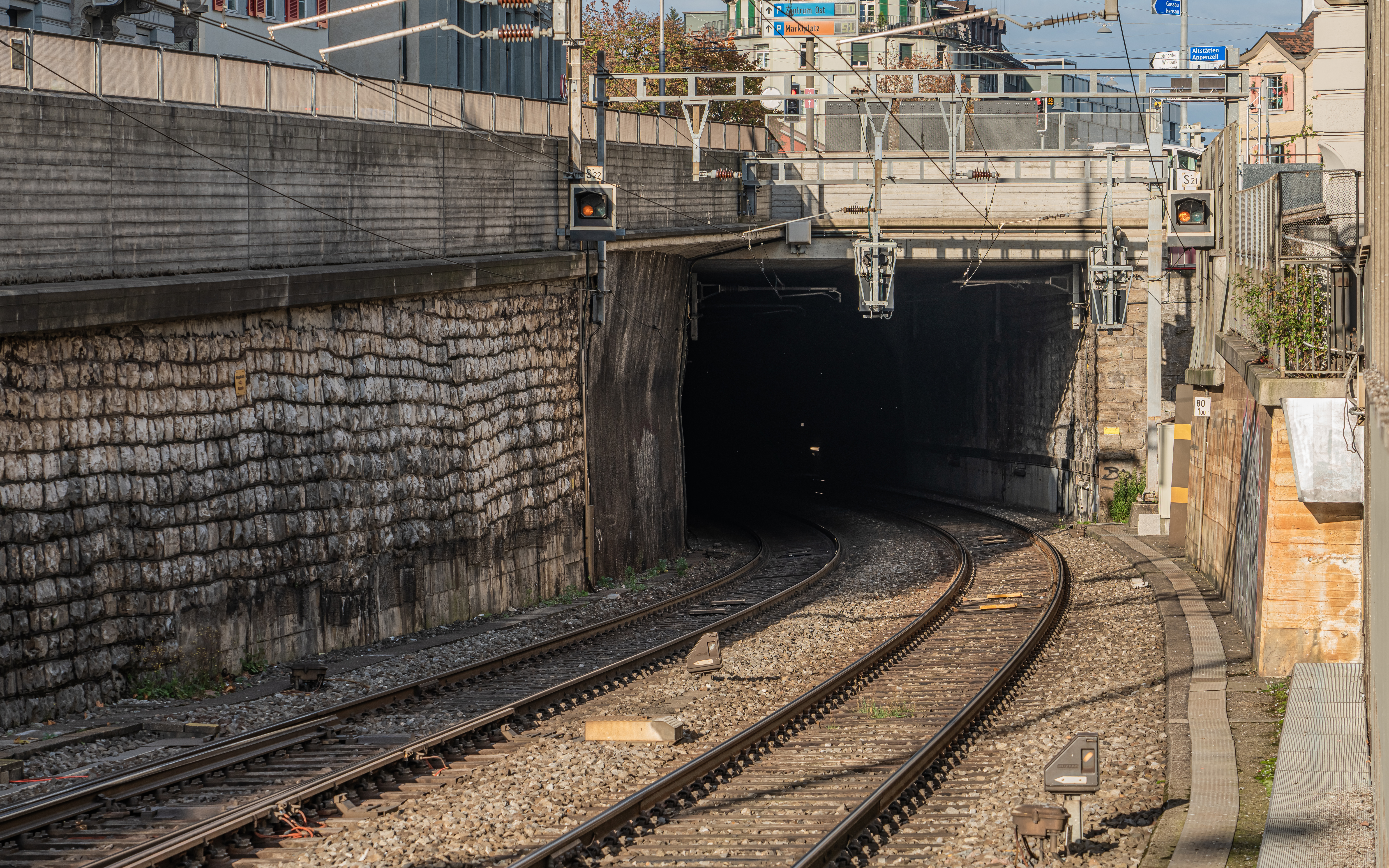
Rosenbergtunnel, Westportal

Der Rosenbergtunnel ist ein 1,5 km langer doppelspuriger Eisenbahntunnel der Schweizerischen Bundesbahnen (SBB) zwischen St. Gallen St. Fiden und St. Gallen an der Strecke Rorschach–St. Gallen. Er wird auch von den aus Romanshorn kommenden Zügen der Schweizerischen Südostbahn (SOB) benutzt, deren Linie in St. Fiden in die SBB-Strecke Rorschach–St. Gallen einmündet.

## Vorgeschichte
Im 19. Jahrhundert verkehrten die Züge von Rorschach nach St. Gallen auf einer einspurigen Strecke nach St. Fiden, die noch ohne Tunnel auskam. Die Inbetriebnahme der Bodensee-Toggenburg-Bahn (BT), einer Vorgängerin der Südostbahn, führte zu einer Zunahme der Zugzahlen auf dem nun gemeinsam genutzten Streckenabschnitt St. Fiden–St. Gallen und verlangte nach einem zweiten Gleis. Eine unterirdische Führung der Doppelspur befreite die Anwohner von der Rauchplage und ermöglichte die Nutzung der freigewordenen Fläche für den Strassenverkehr.
Das erste Projekt der BT sah einen 980 Meter langen Tunnel vor, der rechtwinklig zum Bahnhof St. Gallen den Rosenberg unterquert hätte. Die Strecke hätte dann entlang der Sitter zum Dorf Wittenbach geführt. 1906 entschieden sich die SBB, die Doppelspurstrecke zwischen St. Fiden und St. Gallen unterirdisch zu bauen. Der Tunnel, zunächst zur Abgrenzung des ersten Tunnelprojekts auch als Schützengartentunnel bezeichnet, wurde mit einer Länge von 1340 Metern und einem Gefälle von 13 Promille geplant. Die BT hatte für die Mitbenutzung der Doppelspur St. Fiden–St. Gallen und der Station St. Fiden eine Million Franken beizutragen, die Stadt St. Gallen beteiligte sich mit 800'000 Franken am Tunnelbau.

## Bau
Vor dem eigentlichen Tunnelbau mussten wichtige Vorarbeiten ausgeführt werden. Beim Ostportal war eine Verlegung der Steinach und mehrerer Strassen notwendig. Mit dem Tunnelbau wurde bereits 1906 vorerst unter Regie der SBB begonnen, obschon die vertragliche Regelung mit der BT noch nicht abgeschlossen war. 1909 vergaben die SBB die Bauarbeiten an die Unternehmung Johann Ruesch in St. Gallen. Bis Ende Dezember 1910 sollte der Betrieb auf einem Gleis aufgenommen werden. Rund ein Viertel des Tunnels wurden im offenen Tagbau erstellt. Die Tunnelbauer trafen vorwiegend Ton- und Mergelgestein der oberen Süsswassermolasse an. Quellfähige Mergelschichten führten im Mittelbereich zu grossen Sohlhebungen, so dass auf einer Länge von 590 Metern Sohlgewölbe eingebaut werden mussten.
Der Rosenbergtunnel konnte nicht wie geplant im Juli 1911 in Betrieb genommen werden. Der Durchstich erfolgte erst am 23. März 1911, die Inbetriebnahme des ersten, nördlichen Gleises am 19. März 1912, die Inbetriebnahme mit dem zweiten Gleis war am 1. April 1912. Die Kosten wurden mit 3,5 Millionen Franken budgetiert.
Die heutige Tunnelstrecke weist von St. Fiden nach St. Gallen zunächst eine Steigung von 9, später maximal 14 Promille auf. Nach einer kurzen Geraden folgt eine grosse Linkskurve mit 700 Meter Radius, und erst kurz vor dem westlichen Tunnelende ändert die Richtung in eine Rechtskurve von 300 Meter Radius. Der 1466 Meter lange Tunnel
unterquert städtisches Gebiet. Seine grösste Überdeckung liegt bei 44 Metern. 
Das ehemalige Bahntrasse wurde von der Stadt St. Gallen übernommen, die es für Strassenbau und einen Teil mehrere Jahrzehnte als Anschlussgleis vom Bahnhof St. Fiden zum Schlachthof verwendete.

## Betrieb und Umbauten
Mit der Elektrifizierung der Bahnstrecke wurden zum Schutz der neuen Fahrleitungen nasse Mauerwerkspartien im Gewölbe abgedichtet. Seit dem 15. Mai 1927 verkehren die Züge der SBB elektrisch durch den Tunnel. Die BT fuhr noch bis 1932 mit Dampf.
Die beiden Röhren des 1987 eröffneten Rosenbergtunnels der Autobahn A1 führen etwa in Tunnelmitte unter dem Eisenbahntunnel hindurch. Dazu wurde unter den Bahngleisen zusätzlich zu den Sohlgewölben ein Tragrost aus Beton eingebaut. 
Das Eindringen von Bergwasser und der Einsatz von Auftausalz auf den Strassen über dem Tunnel machte von 1994 bis 1997 eine Sanierung notwendig. Eine Absenkung der Tunnelsohle um 30 bis 40 Zentimeter ermöglicht seither die Durchfahrt von Doppelstockzügen. Neben der Absenkung wurden die Sohlgewölbe neu erstellt, die Gewölbe abgedichtet, die Tunnelsohle entwässert und das eindringende Bergwasser abgeleitet. Die gesamte Sanierung erfolgte unter laufendem Betrieb. Um den Verkehr auf einem Streckengleis abzuwickeln, wurde in der Tunnelmitte eine Blockstelle errichtet, die seither eine Zugfolgezeit von zwei Minuten erlaubt.
2014 bis 2015 musste die alte Deckenplatte beim Westportal auf einer Länge von 40 Metern abgerissen und neu gebaut werden. Der Verkehr auf der darüber liegenden Strassenkreuzung wurde zeitweise grossräumig umgeleitet.